# Melanotis
El género Melanotis incluye dos especies de aves canoras de la familia de los mímidos, conocidas vulgarmente como mulatos. Habitan en México y América Central.

## Morfología
Son aves de tamaño mediano, con una longitud de unos 250 mm desde el pico hasta la cola. El plumaje es prodominantemente gris azuloso opaco, y los ojos son rojos. La cola es recta y larga, aproximadamente del mismo tamaño que la espalda. El pico es largo y ligeramente curvado hacia abajo.
Su hábitat se extiende desde el nivel del mar hasta tierras superiores a los 2000 m snm. Son aves canoras con un canto parecido al del cenzontle aliblanco (Mimus polyglottos), y en algunas ocasiones llegan a domesticarse.

## Especies
- Melanotis caerulescens. Mulato común. Endémico de México.
- Melanotis hypoleucus. Mulato pechiblanco. Sur de México y norte de América Central.